# 36ste uitreiking van de Premios Goya
De 36ste uitreiking van de Premios Goya vond plaats in het Palau de les Arts Reina Sofía in Valencia op 12 februari 2022.
Op 22 november 2021 werd bekendgemaakt dat acteur José Sacristan de Ere-Goya zal ontvangen. De nominaties werden op 29 november 2021 bekendgemaakt door Nathalie Poza en José Coronado. De film El buen patrón brak een record met 20 nominaties in 17 categorieën, waaronder beste film, beste regisseur en beste origineel scenario.
Op 4 februari maakte de academie bekend dat voor het eerst een internationale ere-goya zal worden uitgereikt. De huidige voorzitter Mariano Barroso lichtte toe dat de prijs in het leven is geroepen om artiesten te eren die hebben bijgedragen aan cinema als een medium dat verschillende culturen en mensen samenbrengt. De eerste internationale ere-goya wordt uitgereikt aan Cate Blanchett, die de prijs persoonlijk in ontvangst zal nemen tijdens de uitreikingsceremonie.

## Winnaars en genomineerden
| Beste film | Beste regisseur |
| --- | --- |
| - El buen patrón - Libertad - Madres paralelas - Maixabel - Mediterráneo | - Fernando León de Aranoa — El buen patrón - Manuel Martín Cuenca — La hija - Pedro Almodóvar — Madres paralelas - Icíar Bollaín — Maixabel |
| Beste acteur | Beste actrice |
| - Javier Bardem — El buen patrón - Javier Gutiérrez — La hija - Luis Tosar — Maixabel - Eduard Fernández — Mediterráneo | - Blanca Portillo — Maixabel - Emma Suárez — Josefina - Petra Martínez — La vida era eso - Penélope Cruz — Madres paralelas |
| Beste mannelijke bijrol | Beste vrouwelijke bijrol |
| - Urko Olazabal — Maixabel - Celso Bugallo — El buen patrón - Fernando Albizu — El buen patrón - Manolo Solo — El buen patrón | - Nora Navas — Libertad - Sonia Almarcha — El buen patrón - Aitana Sánchez-Gijón — Madres paralelas - Milena Smit — Madres paralelas |
| Beste debuterend acteur | Beste debuterend actrice |
| - Chechu Salgado — Las leyes de la frontera - Óscar de la Fuente — El buen patrón - Tarik Rmili — El buen patrón - Jorge Motos — Lucas | - María Cerezuela — Maixabel - Ángela Cervantes — Chavalas - Almudena Amor — El buen patrón - Nicolle García — Libertad |
| Beste origineel scenario | Beste bewerkt scenario |
| - Fernando León de Aranoa — El buen patrón - Clara Roquet — Libertad - Icíar Bollaín, Isa Campo — Maixabel - Juanjo Giménez Peña, Pere Altimira — Tres | - Daniel Monzón, Jorge Guerricaechevarría — Las leyes de la frontera - Júlia de Paz Solvas, Núria Dunjó López — Ama - Agustí Villaronga — El vientre del mar - Benito Zambrano, Cristina Campos — Pan de limón con semillas de amapola |
| Beste Ibero-Amerikaanse film | Beste Europese film |
| - La Cordillera de los Sueños — Chili - Canción sin nombre — Peru - Las siamesas — Argentinië - Los lobos — Mexico | - Druk — Denemarken - Adieu les cons — Frankrijk - Ich bin dein Mensch — Duitsland - Promising Young Woman — Verenigd Koninkrijk |
| Beste debuterend regisseur | Beste animatiefilm |
| - Clara Roquet — Libertad - Carol Rodríguez Colás — Chavalas - Javier Marco Rico — Josefina - David Martín de los Santos — La vida era eso | - Valentina - Gora automatikoa - Mironins - Salvar el árbol (Zutik!) |
| Beste camerawerk | Beste montage |
| - Kiko de la Rica — Mediterráneo - Pau Esteve Birba — El buen patrón - Gris Jordana — Libertad - José Luis Alcaine — Madres paralelas | - Vanessa L. Marimbert — El buen patrón - Antonio Frutos — Bajocero - Miguel Doblado — Josefina - Nacho Ruiz Capillas — Maixabel |
| Beste artdirector | Beste productiemanager |
| - Balter Gallart — Las leyes de la frontera - César Macarrón — El buen patrón - Antxón Gómez — Madres paralelas - Mikel Serrano — Maixabel | - Albert Espel, Kostas Seakianakis — Mediterráneo - Óscar Vigiola — Love Gets a Room - Luis Gutiérrez — El buen patrón - Guadalupe Balaguer Trelles — Maixabel |
| Beste geluid | Beste speciale effecten |
| - Daniel Fontrodona, Oriol Tarragó, Marc Bech, Marc Orts — Tres - Iván Marín, Pelayo Gutiérrez, Valeria Arcieri — El buen patrón - Sergio Bürmann, Laia Casanovas, Marc Orts — Madres paralelas - Alazne Ameztoy, Juan Ferro, Candela Palencia — Maixabel                                                                 | - Pau Costa, Laura Pedro — Way Down - Raúl Romanillos, Míriam Piquer — El buen patrón - Raúl Romanillos, Ferran Piquer — La abuela - Àlex Villagrasa — Mediterráneo |
| Beste kostuums | Beste grime en haarstijl |
| - Vinyet Escobar — Las leyes de la frontera - Alberto Valcárcel — Love Gets a Room - Fernando García — El buen patrón - Clara Bilbao — Maixabel | - Sarai Rodríguez, Benjamín Pérez, Nacho Díaz — Las leyes de la frontera - Almudena Fonseca, Manolo García — El buen patrón - Eli Adánez, Sergio Pérez Berbel, Nacho Díaz — Libertad, de Enrique Urbizu - Karmele Soler, Sergio Pérez Berbel — Maixabel |
| Beste filmmuziek | Beste origineel nummer |
| - Zeltia Montes — El buen patrón - Fatima Al Qadiri — La abuela - Alberto Iglesias — Maixabel - Arnau Bataller — Mediterráneo | - "Te espera el mar" van Maria José Llergo — Mediterráneo - "Burst Out" van Àngel Leiro, Jean-Paul Dupeyron, Xavier Capellas — Álbum de posguerra - "Que me busquen por dentro" van Antonio Orozco, Jordi Colell Pinillos — El Cover - "Las leyes de la frontera" van Alejandro García Rodríguez, Antonio Molinero León, Daniel Escortell Blandino, José Manuel Cabrera Escot, Miguel García Cantero — Las leyes de la frontera |
| Beste korte film | Beste korte animatiefilm |
| - Tótem loba — Verónica Echegui - Farrucas — Ian de la Rosa - Mindanao — Borja Soler - Votamos — Santiago Requejo - Yalla — Carlo D'Ursi | - The Monkey — Lorenzo Degl'Innocenti, Xosé Zapata - Nacer — Roberto Valle - Proceso de selección — Carla Pereira - Umbrellas — Álvaro Robles, José Prats |
| Beste documentaire | Beste korte documentaire |
| - Quién lo impide — Javier Lafuente, Laura Renau, Lorena Tudela - El Retorno: la vida después del ISIS — Alba Sotorra, Carles Torras, Vesna Cudic - Héroes. Silencio y Rock & Roll — José Pastor, Miguel Ángel Lamata, Raúl García Medrano, Vanessa Montfort - Un blues para Teherán — Alejandra Mora Pérez, Luis Miñarro | - Mama — Pablo de la Chica - Dajla: cine y olvido — Arturo Dueñas Herrero - Figurante — Nacho Fernández - Ulisses — Joan Bover |
| Ere-Goya | |
| José Sacristán | |
| Internationale Ere-Goya | |
| Cate Blanchett | |

## Nominaties en prijzen per film
| Film                     | Nominaties | Prijzen |
| ------------------------ | ---------- | ------- |
| El buen patrón           | 20         | 6       |
| Maixabel                 | 14         | 3       |
| Madres paralelas         | 8          | 0       |
| Mediterráneo             | 7          | 3       |
| Libertad                 | 6          | 2       |
| Las leyes de la frontera | 6          | 5       |
| Josefina                 | 3          | 0       |
| Chavalas                 | 2          | 0       |
| Love Gets a Room         | 2          | 0       |
| La abuela                | 2          | 0       |
| La hija                  | 2          | 0       |
| La vida era eso          | 2          | 0       |
| Tres                     | 2          | 1       |